# Введення в Храм Пресвятої Діви Марії

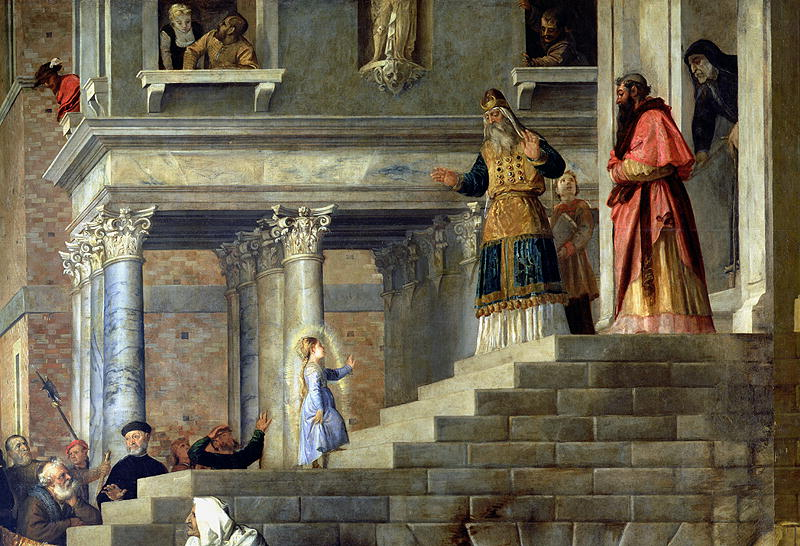
Введення в Храм Пресвятої Діви Марії. Робота Тіціана, 1534—1538

Вве́дення у храм Пресвято́ї Ді́ви Марії́ (грец. Εἴσοδος τῆς ῾Υπεραγίας Θεοτόκου ἐν τῷ Ναῷ, лат. Praesentatio Sanctae Dei Genetricis in Templo) — одне з великих християнських Богородичних свят, встановлене на честь події приведення пресвятої Богородиці своїми батьками в Єрусалимський храм для присвячення Богу, яке святкується 21 листопада. Свято пов'язане з подією, про яку розповідає не Новий Завіт, а апокрифічне Протоєвангеліє Якова. За цим текстом, батьки Марії, Йоаким і Анна, які були бездітними, отримали небесну звістку про те, що у них буде дитина. В подяку за дар своєї доньки вони принесли її ще дитиною до Єрусалимського храму, щоб посвятити її Богові. Пізніші версії історії (такі як Євангеліє від Псевдо-Матвія та Євангеліє про Різдво Марії) свідчать, що Марія була взята до Храму в приблизно трирічному віці на виконання обітниці. Традиція стверджувала, що вона мала залишитися там, щоб отримати освіту, щоб підготуватися до своєї ролі Матері Бога.

## Історія свята
Євангеліє нічого не згадує про подію Введення в храм Пресвятої Богородиці. Це свято, як і свято Різдва й Успіння Божої Матері, засноване на святому переданні церкви, але відповідно до традицій літературного жанру додані докладніші дані з біблійних книг, що мають прообразне значення (1 Пар. 15 і Пс. 44), а також з євангельської історії Стрітення (Лк. 2:22–38) й на апокрифічних книгах (невизнаних офіційною церквою), передусім на протоєвангелія Якова і псевдоєвангелія Матвея «Про Різдво Пречистої Діви Марії».
Ці джерела подають, що батьки Пресвятої Богородиці, св. Йоаким і Анна, будучи бездітними, дали обіцянку, що якщо в них народиться дитя, то вони віддадуть його на службу Богові в Єрусалимський храм. Господь Бог вислухав їхні молитви і дав їм доньку. Коли їй виповнилося три роки, батьки привели її до храму і віддали в руки первосвященика Захарії, батька св. Івана Предтечі. По особливому одкровення, Вона як одухотворений Божий ковчег (ср.: 1 Пар 15) була введена у Святеє Святих, куди мав право входити тільки первосвященник один раз на рік — цим була виявлена її особлива роль у долі людства.
В описі життя Марії після Введення в храм є відмінності:

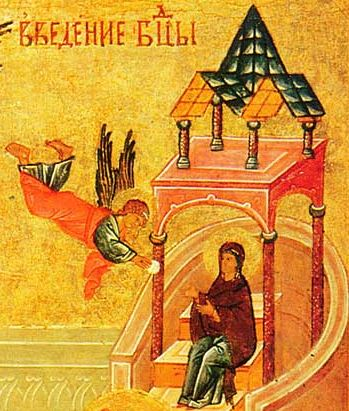
Ангел живить Марію в Храмі (фрагмент ікони, XVI століття)

За протоєвангелієм Якова, Марія перебувала в храмі до дванадцяти років, їжу їй приносив ангел. Після цього віку, на думку жерців, Марія вже не могла більше перебувати в храмі щоб не осквернити святинь.
За псевдоєвангелієм Матвея, Марія перебувала в храмі до чотирнадцяти років, їжу їй приносив ангел. За звичаєм фарисеїв, Марія надалі не могла перебувати в храмі.
Епізод про Введення в храм Пресвятої Богородиці з протоєвангелія Якова коротко переказано в Менологію Василя II, у Великих Четьї Мінеях та в Пролозі.
У Синаксарі, складеному Никодимом Святогорцем, а також у Великому Синаксарі, оповідається про те, що Діва Марія залишалася у Святеї Святих до 12 років. Весь цей час архангел Гавриїл постачав Пречисту небесною їжею. Вийшла вона зі Святеє Святих, коли прийшов час Божественного Благовіщення.
Димитрій Ростовський наприкінці XVII століття склав твір «Сказання про Вхід у храм Пресвятої Богородиці та Пріснодіви Марії», помістивши його в  Житія святих. Згідно з цим твором, Марія жила разом з дівами в приміщенні будівлі, яке було прибудоване до стіни храму. Доросліші дівиці вчили Марію рукоділля, і з ними вона вивчала Святе Письмо. Життя Марії було строго за розкладом: з раннього ранку до 9 години ранку Марія молилася у Святе Святих; з 9 години ранку до 15-ї години — вправлялася в рукоділлі або читанні книг; з 15 годин знову починала свою молитву, і не припиняла її до тих пір, поки не з'являвся до неї ангел, з рук якого вона зазвичай брала їжу.
Відповідно до Православного догматичного богослів'я, подія введення стала початком нового етапу в житті Діви із перебуванням при Єрусалимському храмі, яке тривало до тих пір, поки їй не виповнилося 12 років. Живучи при храмі, Марія присвячувала себе молитві, вивченню святого Письма та рукоділлю. З часом, вона, як та яка вирішила зберігати дівоцтво й присвятити себе Богу, була, по закону отців, доручена піклуванню старого Йосипа Обручника.

## Богослужіння
Свято Введення належить до дванадцяти великих свят. Воно має один день перед- і чотири дні післясвята. Про нього маємо згадки від V ст., але аж через кількасот років, поки він став загально поширеним по цілому Сході. З проповідей на цей день Константинопольських патріархів, Германа (715—730) і Тарасія (784—806), випливає, що свято Введення був установлений у VIII столітті. Синайське Євангеліє з VIII століття, котре подарував до синайського монастиря імператор Феодосій III (715—717), між дванадцятьма святами згадує і свято Введення. Це свято мають і грецькі богослужбові книги з IX століття. Із ІХ ст. його починає святкувати вся східна церква. Синайський Канонар (збірник церковних законів) з IX—X ст. подає свято Введення під такою назвою: «Свято Пресвятої Богородиці, коли була приведена в храм Божий, маючи три роки». Типікон Великої Константинопольської церкви (IX—X ст.), хоча не подає ані апостола, ані Євангелія на це свято, але день 21 листопада поданий як: «Собор Святої Богородиці, коли була передана своїми батьками і приведена у храм Господній від трьох літ». Евергетицький Типікон з XI ст. має службу Введення з перед- і посвяттям. Службу на це свято склали Григорій Нікомидійський (IX ст.), Василій Паґаріот і Сергій Святогорець.
На Захід свято Введення прийшло досить пізно — аж наприкінці XIV ст., а в половині XV ст. поширилось по цілій Європі.

### Дата святкування
Дату святкування практично повсюдно прийняли 21 листопада, виняток становлять лише коптські місяцеслови, в яких Введення відзначається 29 листопада, і практика окремих областей Римської Церкви, де Введення було рухомим святом і зазначалося в недільний день після 11 листопада.

## Українські язичницькі і народні традиції, пов'язані зі святом
У календарному циклі українського народу з язичницьких часів це свято замикає осінній сезон і починає зимовий. Початок нового господарського року в введенських повір'ях виступає ясно: до Введення можна копати землю, від Введення до Благовіщення не можна; жінки запасаються глиною до Введення. Від Введення до дев'ятого четверга не годиться бити білизну на воді праниками, бо то, мовляв, шкодить ниві, може навести бурю. З цих самих мотивів треба й коноплі потерти до Введення. Як на Новий рік (а також і на Різдво і на Великдень) хто перший прийде на Введення до хати, той буде першим «полазником», себто тим, що приносить добро чи якесь лихо. Тому сусіди стримуються заходити на Введення зрання до чужої хати, щоб потім не було нарікання, що то вони принесли нещастя: «Коли ввійде (першим) молодий, гарний, здоровий чоловік, а до того зі грошима, то це добра ворожба: весь рік у хаті будуть усі здорові і будуть гроші вестися. Коли ж увійде старий, хворий, особливо стара баба, або коли хтось прийде чогось зичити, — то це злий знак» (Ів. Франко «Народився Календар» в Етн. Зб. НТШ, V, 205).
Звечора подекуди святили воду ще язичницьким звичаєм: брали воду в такому місці, де сходяться три води, проливали воду через полум'я, і потім уживали тієї води проти хвороб, від зурочення та на любовні чари. По півночі жінки сідали голі на порозі і пряли самосівні коноплі, щоб «прядиво пішло на руку». Обсипали того дня корови сім'ям і мастили маслом вим'я, щоб давали багато молока, і обкурювали їх, щоб ніхто не міг того молока відібрати.
Як із іншими великими річними святами, і це свято в'язалося з іншими язичницькими віруваннями — культом померлих: «На цей день Бог відпускає праведні душі подивитися на своє тіло, тому воно називається Видінням (народна етимологія, що Введіння — „видіння“), що душа дивиться на своє тіло» (М. Грушевський, «Іст. Укр. Літер.», І, 145).
Ворожили з різних прикмет, який буде новий господарський рік: скільки на «Введення» води, стільки на Юрія трави; як на Введення вода, то в літі молоко і т. д.

## Зауваження
1. ↑  Деякими православними церквами святкується 21 листопада (4 грудня)  за юліанським календарем, зокрема Єрусалимською, Російською, Сербською, Грузинською, Польською і Македонською православними церквами.